# Кріпосна (станиця)
Кріпосна́ (рос. Крепостная) — станиця в Сєверському районі Краснодарського краю, входить до складу Смоленського сільського поселення.
Населення менше тисячі мешканців.
Станиця розташована в ущелині річки Афіпс, у гірсько-лісовій зоні, за 12 км південно-західніше станиці Смоленська.
Станицю засновано у 1864 під ім'ям Собероашхська, назва була дана за горою Собер-Баш (735 м). У 1866 селище втратило статус станиці і було включено в юрт станиці Афіпської під назвою селище Афіпський, а після перейменування в 1867 останньої в станицю Смоленську — селище Смоленський. Статус станиці був повернено в 1908, тоді ж було присвоєна сучасна назва — Кріпосна: «по природній фортеці (кріпості) на горі, що знаходиться в юрті цієї станиці».